# Florentino Ameghino (Buenos Aires)
Pour les articles homonymes, voir Florentino Ameghino (homonymie).
Florentino Ameghino est une localité argentine située dans le partido homonyme, dans la province de Buenos Aires.

## Histoire
La création de la localité faisait partie du rêve d'un couple d'Anglais. En 1892, James Cadwallader Tetley et son épouse Clara Carew Corry Smith ont décidé de se consacrer à l'élevage de bovins dans le nord-ouest de Buenos Aires qui, à l'époque, était une région où presque tout restait à faire. Les Tetleys ont acheté 15 000 hectares à Carlos Cernadas et Tomás Fair. La ferme du couple a été baptisée La Chacra. C'est quatre ans avant que le couple n'opte pour la colonisation, avec pour conséquence la division des terres et l'aménagement d'un village, qu'il apprend l'arrivée imminente du train. La gare, portant le nom de Halsey, a été mise en service pour le transport de marchandises et de passagers le 1er novembre 1896 et appartenait au Ferrocarril del Oeste (actuel Ferrocarril Sarmiento). L'installation des premiers colons a été favorisée par la subdivision du champ Tetley. Le terrain, situé près de la gare de Halsey et d'une superficie d'un quart de pâté de maisons, était vendu à l'époque pour 150 pesos.
Les plans de la future ville sont alors dessinés par le géomètre Thomas Dodds, mais Tetley doit négocier plusieurs obstacles administratifs avant que son projet urbain ne soit approuvé. Ce n'est donc qu'en 1902 que le département de géodésie a donné le feu vert à la création d'une ville qui s'appelait alors Las Medias Lunas, comme le fort qui avait défendu les premiers éleveurs de bétail du XIXe siècle contre les Indiens. Enfin, une loi du 17 septembre 1913 a nommé la ville Ameghino.

## Démographie
La localité compte 7 225 habitants (Indec, 2010), ce qui représente une augmentation de 20 % par rapport au recensement précédent de 2001 qui comptait 6 210 habitants.

## Transports
Rappelant l'importance que le chemin de fer avait pour cette communauté, l'ancienne gare de Halsey est l'un des endroits qui commémorent les meilleurs moments de ce moyen de transport : les rails qui courent le long des plaines de la Pampa, les wagons qui polissent encore les voies et les vieilles constructions promettent un voyage inoubliable. Les autres lieux à ne pas manquer sont le musée, l'église, le bâtiment de la société espagnole et le hall rutilant du centre culturel. En été, vous pourrez assister à des spectacles en plein air à l'amphithéâtre J. Formoselle : le Festival del Pueblo et le Festival de Tango rassemblent toute la communauté autour de ses racines.

## Religion
| Diocèse  | Nueve de Julio        |
| -------- | --------------------- |
| Paroisse | Inmaculada Concepción |